# لیگ دسته سوم جنوب فوتبال انگلستان
دسته سوم جنوب لیگ فوتبال (به انگلیسی: Football League Third Division South)، یک سطح در نظام لیگ‌های فوتبال انگلستان بود که در فاصله سال‌های ۱۹۲۱ تا ۱۹۵۸ به موازات دسته سوم شمال برگزار می‌شد و باشگاه‌هایی که به لیگ راه می‌یافتند یا از دسته دوم سقوط می‌کردند، بر اساس موقعیت جغرافیایی به یکی از این دو دسته اختصاص می‌یافتند. برخی از باشگاه‌ها در میدلندز انگلیس، بر اساس ترکیب دو لیگ در هر فصل، بین دسته سوم جنوب و دسته سوم شمال در رفت و آمد بودند.
این دسته در سال ۱۹۲۱ از دسته سوم ایجاد شد، که یک سال قبل از آن، زمانی که لیگ فوتبال انگلیس، باشگاه‌های پیشرو را از لیگ جنوبی جذب کرد، تشکیل شده بود.
در سال ۱۹۲۱، یک بخش شمالی نیز به نام دسته سوم شمال ایجاد شد. دسته سوم جنوب از ۲۲ تیم اصلی در دسته سوم تشکیل شد، به استثنای کریستال پالاس که به دسته دوم ارتقا یافت، گریمزبی تاون که به دسته سوم شمال منتقل شد، و ابردار اتلتیک و چارلتون اتلتیک که برای اولین بار به لیگ فوتبال پیوستند. چندین تیم از میدلندز، هر از گاهی در دسته سوم جنوب حضور داشتند، اگرچه بیشتر آنها از نظر جغرافیایی به رقبای دسته شمالی خود نزدیک‌تر بودند. ناتینگهام فارست و نوتس کانتی در دسته جنوبی بازی می‌کردند، اگرچه همسایه نزدیکشان، دربی کانتی، مدتی را در دسته شمالی گذراند.
برای فصل ۵۱–۱۹۵۰، این دسته به ۲۴ باشگاه گسترش یافت و کولچستر یونایتد و جیلینگام نیز به آن پیوستند.
هر فصل فقط یک جایگاه صعود از دسته سوم جنوب به دسته دوم وجود داشت که صعود را بسیار دشوار می‌کرد. شش تیم، برایتون اند هوو آلبیون، اکستر سیتی، نورث‌همپتون تاون، ساوتند یونایتد، سوئیندون تاون و واتفورد، در طول ۳۰ سال حضورشان در این دسته، هیچ صعود یا سقوطی را تجربه نکردند و همواره عضو ثابت این دسته بودند. از تیم‌هایی که در دسته سوم جنوب بازی می‌کردند، پورتسموث، ایپسویچ تاون و ناتینگهام فارست بعدها قهرمان فوتبال انگلیس شدند.
۵۸–۱۹۵۷، فصل پایانی این لیگ بود و پس از آن بخش‌های شمالی و جنوبی با هم ادغام و یک لیگ دسته سوم و یک لیگ دسته چهارم جدید تشکیل شد. ۱۲ باشگاه برتر لیگ دسته سه جنوب، به جز تیم قهرمان برایتون اند هوو آلبیون، به لیگ دسته سوم جدید و ۱۲ باشگاه انتهای جدولی به لیگ دسته چهارم راه یافتند.

## مسابقات بین دسته سوم جنوب و شمال
از سال ۱۹۳۴ تا شروع جنگ، یک رقابت حذفی کوتاه‌مدت با عنوان جام حذفی دسته سوم جنوب لیگ فوتبال وجود داشت.
از فصل ۵۵–۱۹۵۴ تا فصل ۵۸–۱۹۵۷، مجموعه‌ای از بازی‌ها بین تیم‌های نماینده دسته سوم شمال و دسته سوم جنوب برگزار می‌شد.

## قهرمانان
| فصل     | قهرمان                                        |
| ------- | --------------------------------------------- |
| ۲۲–۱۹۲۱ | ساوت‌همپتون                                    |
| ۲۳–۱۹۲۲ | بریستول سیتی                                  |
| ۲۴–۱۹۲۳ | پورتسموث                                      |
| ۲۵–۱۹۲۴ | سوانزی سیتی                                   |
| ۲۶–۱۹۲۵ | ردینگ                                         |
| ۲۷–۱۹۲۶ | بریستول سیتی                                  |
| ۲۸–۱۹۲۷ | میلوال                                        |
| ۲۹–۱۹۲۸ | چارلتون اتلتیک                                |
| ۳۰–۱۹۲۹ | پلیموث آرگیل                                  |
| ۳۱–۱۹۳۰ | نوتس کانتی                                    |
| ۳۲–۱۹۳۱ | فولام                                         |
| ۳۳–۱۹۳۲ | برنتفورد                                      |
| ۳۴–۱۹۳۳ | نوریچ سیتی                                    |
| ۳۵–۱۹۳۴ | چارلتون اتلتیک                                |
| ۳۶–۱۹۳۵ | کاونتری سیتی                                  |
| ۳۷–۱۹۳۶ | لوتون تاون                                    |
| ۳۸–۱۹۳۷ | میلوال                                        |
| ۳۹–۱۹۳۸ | نیوپورت کانتی                                 |
| ۴۰–۱۹۳۹ | لیگ به دلیل جنگ جهانی دوم به حال تعلیق درآمد. |
| ۴۶–۱۹۴۰ | لیگ به دلیل جنگ جهانی دوم به حال تعلیق درآمد. |
| ۴۷–۱۹۴۶ | کاردیف سیتی                                   |
| ۴۸–۱۹۴۷ | کویینز پارک رنجرز                             |
| ۴۹–۱۹۴۸ | سوانزی سیتی                                   |
| ۵۰–۱۹۴۹ | نوتس کانتی                                    |
| ۵۱–۱۹۵۰ | ناتینگهام فارست                               |
| ۵۲–۱۹۵۱ | پلیموث آرگیل                                  |
| ۵۳–۱۹۵۲ | بریستول راورز                                 |
| ۵۴–۱۹۵۳ | ایپسویچ تاون                                  |
| ۵۵–۱۹۵۴ | بریستول سیتی                                  |
| ۵۶–۱۹۵۵ | لیتون اورینت                                  |
| ۵۷–۱۹۵۶ | ایپسویچ تاون                                  |
| ۵۸–۱۹۵۷ | برایتون اند هوو آلبیون                        |

منبع: Statto